# 내일은 늦으리
《내일은 늦으리》는 1992년부터 1996년까지 대한민국에서 개최된 환경보전 슈퍼 콘서트의 부제이다. 말 그대로 환경보호를 위해 톱스타군단이 총출동한 대형 콘서트이다.

## 제작진
- 후원: 환경부, 문화체육관광부, 한국방송공사, 주식회사 문화방송, 주식회사 에스비에스, 조선일보사
- 협찬: 현대그룹, 주식회사 에스케이씨, 랜드로바
- 제작 지원: 한국연예제작자협회

## 개최일
| 회차  | 개최일           | 주관 방송사  | 방송일           | 진행자         |
| ----- | ---------------- | ------------ | ---------------- | -------------- |
| 제1회 | 1992년 10월 25일 | 한국방송공사 | 1992년 10월 25일 | 임백천         |
| 제2회 | 1993년 11월 6일  | ㈜문화방송   | 1993년 11월 14일 | 이창훈, 고소영 |
| 제3회 | 1994년 11월 6일  | ㈜문화방송   | 1994년 11월 6일  | 이승연         |
| 제4회 | 1995년 10월 14일 | ㈜에스비에스 | 1995년 10월 16일 | 김승현, 이승연 |
| 제5회 | 1996년 11월 9일  | ㈜에스비에스 | 1996년 11월 16일 | 이훈, 이본     |

## 출연자
| 출연자            | 참가 여부 | 참가 여부   | 참가 여부 | 참가 여부 | 참가 여부 | 비고        |
| 출연자            | 1992년    | 1993년      | 1994년    | 1995년    | 1996년    | 비고        |
| ----------------- | --------- | ----------- | --------- | --------- | --------- | ----------- |
| 신해철            | 참가      | 불참        | 불참      | 참가      | 불참      | [ 1 ] [ 2 ] |
| 김종서            | 참가      | 참가        | 참가      | 불참      | 불참      | [ 3 ]       |
| 이승환            | 참가      | 참가        | 참가      | 불참      | 불참      | [ 4 ]       |
| 서태지와 아이들   | 참가      | 참가        | 참가      | 참가      | 해체      | [ 5 ] [ 6 ] |
| 윤상              | 참가      | 불참        | 불참      | 불참      | 불참      |             |
| 유영석            | 참가      | 불참        | 참가      | 불참      | 불참      | [ 7 ]       |
| 크래쉬            | 불참      | 참가        | 불참      | 불참      | 불참      |             |
| 잼                | 데뷔 전   | 참가        | 불참      | 불참      | 해체      |             |
| 015B              | 참가      | 참가        | 불참      | 불참      | 불참      |             |
| 신승훈            | 참가      | 참가        | 불참      | 불참      | 불참      |             |
| 신성우            | 참가      | 참가        | 불참      | 불참      | 불참      |             |
| 이오스            | 데뷔 전   | 참가        | 불참      | 불참      | 불참      |             |
| 봄 여름 가을 겨울 | 참가      | 참가        | 불참      | 불참      | 불참      | [ 8 ]       |
| 듀스              | 불참      | 참가        | 불참      | 해체      | 해체      |             |
| 부활              | 불참      | 불참        | 참가      | 불참      | 불참      |             |
| 피노키오          | 불참      | 불참        | 참가      | 불참      | 불참      |             |
| 투투              | 데뷔 전   | 데뷔 전     | 참가      | 불참      | 불참      | [ 9 ]       |
| 전일식            | 데뷔 전   | 데뷔 전     | 참가      | 불참      | 불참      |             |
| 김현철            | 불참      | 불참        | 참가      | 불참      | 불참      |             |
| 김건모            | 불참      | 불참        | 참가      | 참가      | 참가      |             |
| 미스터투          | 데뷔 전   | 데뷔 전     | 참가      | 불참      | 불참      |             |
| 솔리드            | 데뷔 전   | 불참        | 불참      | 참가      | 불참      |             |
| DJ DOC            | 데뷔 전   | 데뷔 전     | 불참      | 참가      | 불참      |             |
| 지니              | 데뷔 전   | 데뷔 전     | 데뷔 전   | 참가      | 불참      |             |
| 룰라              | 데뷔 전   | 데뷔 전     | 불참      | 참가      | 참가      |             |
| 강산에            | 불참      | 불참        | 불참      | 참가      | 불참      |             |
| R.ef              | 데뷔 전   | 데뷔 전     | 데뷔 전   | 참가      | 참가      |             |
| 신효범            | 불참      | 불참        | 불참      | 참가      | 참가      |             |
| 윤종신            | 불참      | 불참        | 불참      | 참가      | 불참      |             |
| 노이즈            | 데뷔 전   | 불참        | 참가      | 불참      | 불참      |             |
| 김원준            | 불참      | 불참        | 불참      | 불참      | 참가      |             |
| 김정민            | 불참      | 불참        | 불참      | 불참      | 참가      |             |
| 이현도            | 불참      | 듀스로 참가 | 불참      | 불참      | 참가      |             |
| 장혜진            | 불참      | 불참        | 불참      | 불참      | 참가      |             |
| 터보              | 데뷔 전   | 데뷔 전     | 데뷔 전   | 불참      | 참가      |             |
| H.O.T.            | 데뷔 전   | 데뷔 전     | 데뷔 전   | 데뷔 전   | 참가      |             |
| 언타이틀          | 데뷔 전   | 데뷔 전     | 데뷔 전   | 데뷔 전   | 참가      |             |
| 아이돌            | 데뷔 전   | 데뷔 전     | 데뷔 전   | 데뷔 전   | 참가      |             |
| 비                | 데뷔 전   | 데뷔 전     | 데뷔 전   | 데뷔 전   | 참가      |             |

## 음반 목록
- 92 내일은 늦으리
- 93 내일은 늦으리
- 94 내일은 늦으리
- 95 내일은 늦으리

## 같이 보기
- 드림콘서트